# Janse Roux
Pour les articles homonymes, voir Roux (patronyme).
Pas d'image ? Cliquez ici

a Compétitions nationales et continentales officielles uniquement.

Dernière mise à jour le 17 mars 2025.
Janse Roux, né le 28 août 1997, est un joueur sud-africain de rugby à XV évoluant au poste de deuxième ligne.

## Carrière
Janse Roux évolue en Afrique du Sud avec les Eastern Province Kings durant la saison 2017.
Janse Roux fait ses débuts avec l'équipe professionnelle du CS Bourgoin-Jallieu lors de la saison 2017-2018 de Fédérale 1. En deux saisons avec le club berjallien, il disputera vingt-deux matchs de championnat.
En mars 2019, il s'engage en Pro D2 avec Soyaux Angoulême XV Charente à partir de la saison 2019-2020. Il signe un contrat de trois ans avec le club charentais.
Il manque l'intégralité de la saison 2020-2021 afin de prendre le temps de soigner une blessure au genou.
En 2023, après quatre saison à Soyaux Angoulême, il s'engage avec Colomiers rugby pour un contrat de deux saisons.

## Palmarès
Néant.